# Alessio (equip ciclista)
L'equip Alessio va ser un equip ciclista italià de ciclisme en ruta, anteriorment conegut amb el nom de Ballan. Va competir entre 1998 i 2004. El 2005, una part de l'estructura va anar a formar el nou Liquigas-Bianchi.

## Principals resultats

### Clàssiques
- París-Roubaix de 2004: Magnus Bäckstedt

### A les grans voltes
- Giro d'Itàlia
  - 6 participacions (1998, 1999, 2000, 2001, 2002, 2003, 2004)
  - 3 victòries d'etapa:
    - 2 el 2001: Pietro Caucchioli (2)
    - 1 el 2003: Fabio Baldato

  - 0 classificacions secundàries:

- Tour de França
  - 2 participació (2002, 2003, 2004)
  - 0 victòries d'etapa:
  - 0 classificacions secundàries:

- Volta a Espanya
  - 5 participacions (2000, 2001, 2002, 2003, 2004)
  - 2 victòries d'etapa:
    - 2 el 2002: Angelo Furlan (2)

  - 0 classificacions secundàries:

## Classificacions UCI
Fins al 1998 els equips ciclistes es trobaven classificats dins l'UCI en una única categoria. El 1999 la classificació UCI per equips es dividí entre GSI, GSII i GSIII. D'acord amb aquesta classificació els Grups Esportius II són la segona divisió dels equips ciclistes professionals.
| Temporada | Classificació per equips | Millor ciclista en la classificació individual |
| --------- | ------------------------ | ---------------------------------------------- |
| 1998      | 23è                      | Rodolfo Ongarato (124è)                        |
| 1999      | 2n (GSII)                | Gilberto Simoni (26è)                          |
| 2000      | 9è (GSII)                | Endrio Leoni (147è)                            |
| 2001      | 1r (GSII)                | Alexandr Shefer (92è)                          |
| 2002      | 14è                      | Laurent Dufaux (45è)                           |
| 2003      | 12è                      | Andrea Noe (32è)                               |
| 2004      | 20è                      | Franco Pellizotti (44è)                        |